# Poul Adado
Paul Adado, né le 21 octobre 1983, est un footballeur togolais.
Il joue au poste de défenseur central.

## Carrière
- 1999-2000 : Dynamic Togolais ( Togo)
- 2000-2001 : Al Nasr Benghazi ( Libye)
- 2001-2002 : Apóllon Smýrnis ( Grèce)
- 2002-2005 : PFK Litex Lovetch ( Bulgarie)
- 2005 : Vidima-Rakovski Sevlievo ( Bulgarie)
- 2005-2006 : Doxa Drama ( Grèce)
- 2006-2008 : PAS Giannina ( Grèce)
- 2008- :  Panserraikos FC ( Grèce)

## Sélections
- 4 sélections et 0 but avec l'équipe du Togo de football entre 1999 et 2008[2].

## Voir Aussi
- Euloge Ahodikpe
- Emmanuel Adebayor
- Jean-Paul Abalo